# Partido Camponês Croata
O Partido Camponês Croata (em croata: Hrvatska seljačka stranka, HSS) é um partido político agrário na Croácia fundado em 22 de dezembro de 1904 por Antun e Stjepan Radić como Partido Camponês Popular Croata (HPSS). Os Irmãos Radić acreditavam que a realização do estado croata era possível dentro da Áustria-Hungria, mas que tinha que ser reformada como uma monarquia dividida em três partes iguais - Áustria, Hungria e Croácia. Após a criação do Reino da Iugoslávia em 1918, o partido solicitou autodeterminação para a parte croata do reino. Isso lhes trouxe grande apoio público, que culminou com o HPSS ganhando todas as 58 cadeiras atribuídas à Croácia na eleição parlamentar de 1920.
Em 1920, descontente com a posição dos croatas no reino, o partido mudou seu nome para Partido Republicano Camponês Croata (HRSS) e começou a defender a secessão do reino e o estabelecimento de uma "pacífica República Camponesa da Croácia". Nas eleições de 1923 e 1925, o HRSS dobrou o número de votos recebidos, tornando-se o segundo maior partido no Parlamento da Iugoslávia.
Em 1927, diante de constantes perseguições do regime, o HRSS foi forçado a suavizar sua política e mudar seu nome para Partido Camponês Croata (HSS), reconhecer a Constituição de Vidovdan e formar uma coalizão com o Partido Radical do Povo Sérvio. Isso resultou na perda de popularidade e de um terço dos votos do HSS nas eleições de 1927. Após o término do acordo de coalizão com os radicais, o HSS formou a Coalizão Camponesa-Democrática com o Partido Democrata Independente de Pribičević. Após o assassinato de Stjepan Radić em 1928, Vladko Maček tornou-se o novo presidente do HSS.
Depois que o Rei Alexandre declarou uma ditadura em 1929, o HSS foi banido e seus membros processados. O HSS participou das eleições de 1935 e 1938 como parte da coalizão Oposição Unida, o que o ajudou a recuperar sua influência. Em 1939, o Acordo de Cvetković-Maček estabeleceu a Banovina da Croácia governada pelo HSS. Após o estabelecimento do Estado Independente da Croácia (NDH), um estado fantoche nazista, em 1941, o HSS foi banido mais uma vez, com metade de seus membros se juntando aos Ustaše ou aos Partisans. Uma parte permaneceu leal a Maček, que acreditava que a vitória dos Aliados traria a democracia liberal à Croácia e que o HSS retornaria ao poder. Em maio de 1945, Maček deixou o país, enquanto o HSS se dividiu em duas frações que boicotaram a eleição de 1945 por causa de sua oposição aos comunistas. Sob a República Socialista Federativa da Iugoslávia (1945-1991), o HSS atuou no exterior.
Durante a dissolução da Iugoslávia, o HSS foi restaurado sob a liderança de Drago Stipac em 25 de maio de 1991. O partido entrou no governo pela primeira vez após as eleições croatas de 2000 como parte de uma coalizão liberal (HSS-IDS-HNS-LS-SDA), com Ivica Račan (SDP) servindo como primeiro-ministro e o presidente do HSS, Zlatko Tomčić, como presidente do Parlamento. O HSS perdeu a eleição de 2003 e se juntou à oposição. Em 2007, o HSS formou outra coalizão liberal (HSLS-PGS-ZDS-ZS) e liderou os Ministérios do Turismo e da Agricultura no Gabinete de Ivo Sanader II e os Ministérios do Turismo e Desenvolvimento Regional no Gabinete de Jadranka Kosor. Em 2011, o partido ganhou apenas uma cadeira no Parlamento e mudou-se para a oposição. Em 2015, o HSS conquistou uma cadeira como parte da Coalizão Patriótica conservadora e apoiou Tihomir Orešković como primeiro-ministro. Em 2016, o HSS conquistou cinco cadeiras como parte da Coalizão Popular liberal.

## História

### Presidência dos Radić

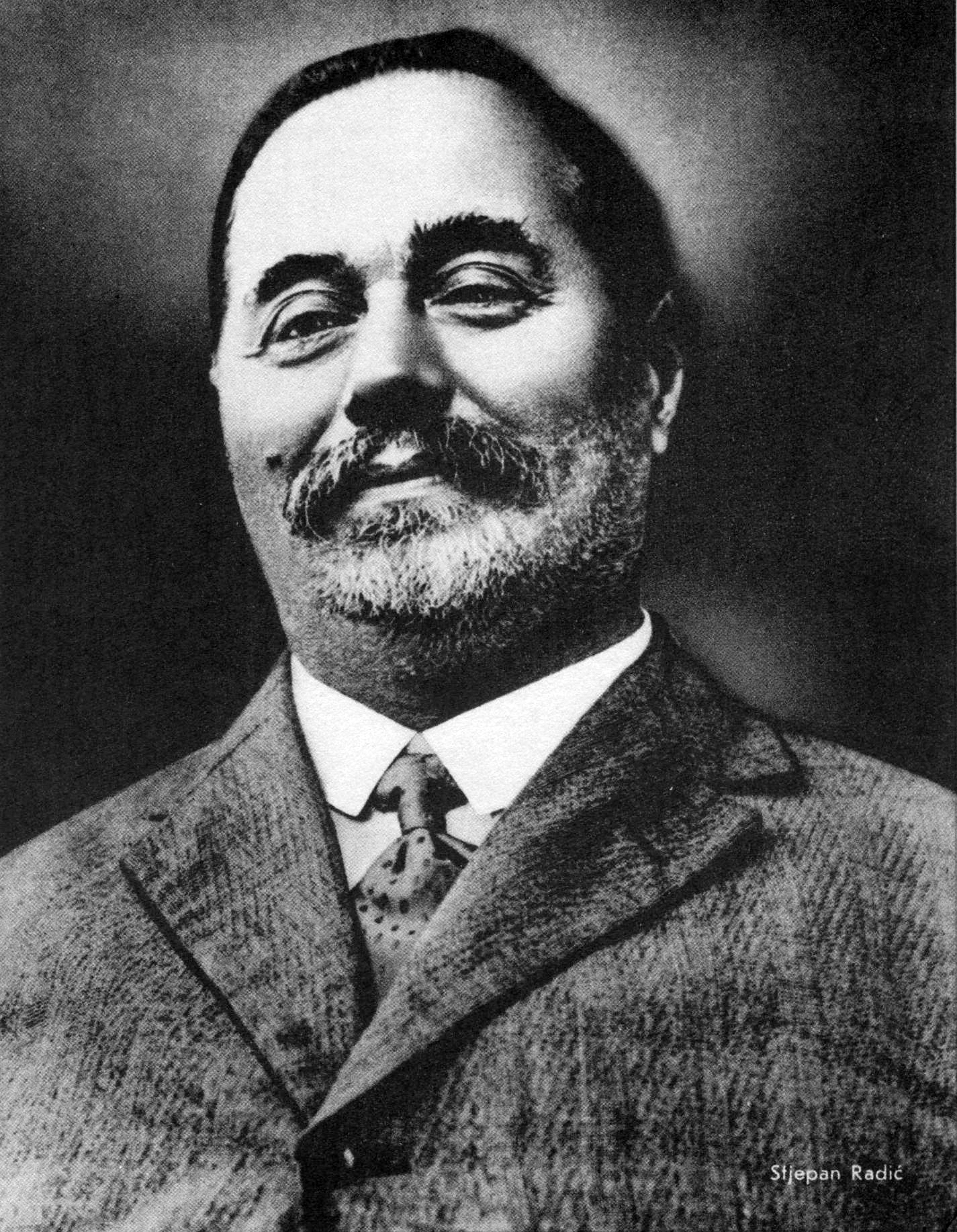
Stjepan Radić

O Partido Popular Camponês Croata (Hrvatska pučka seljačka stranka, HPSS) foi fundado em 1904 pelos irmãos Stjepan Radić e Antun Radić no Reino da Croácia-Eslavônia – que na época fazia parte da parte húngara da Áustria-Hungria. A fundação do HPSS fez parte do processo de fragmentação da Oposição Croata Unida [hr].  O partido buscou o estabelecimento de uma rede abrangente de base, unidade nacional e agrarianismo, já que os partidos políticos tradicionais desconfiavam de Radić. Embora o HPSS tenha alcançado apenas uma importância menor antes do fim da Primeira Guerra Mundial, o partido gradualmente se tornou um movimento de massas após 1918. Isso lhe deu o papel central na conclusão da integração nacional croata.  A plataforma de antimilitarismo e pacifismo do HPSS se tornou muito popular no último ano da guerra, especialmente na Croácia-Eslavônia, que foi afetada pela agitação generalizada associada aos Quadros Verdes. Além disso, os direitos de voto restritos foram expandidos após 1918 pela introdução do sufrágio universal masculino, permitindo que a população camponesa proporcionalmente grande (80% da Croácia-Eslavônia na época) votasse predominantemente no HPSS.  Antun Radić morreu em 1919, deixando Stjepan como o único líder do HPSS. 
Após a guerra, após a Rebelião Camponesa Croata de 1920, o HPSS se tornou o único partido político significativo na Croácia e o segundo maior partido no recém-estabelecido Reino dos Sérvios, Croatas e Eslovenos (mais tarde renomeado Iugoslávia). Na década de 1920, a política do HPSS era baseada no republicanismo, na oposição à unificação do novo estado, nas demandas por uma república camponesa croata neutra e na defesa da autodeterminação nacional. Para reforçar a mensagem republicana, o HPSS foi formalmente renomeado para Partido Camponês Republicano Croata em 1920.  Logo após sua adesão à Internacional Camponesa, o regime iniciou uma campanha para suprimir as atividades do partido na corrida para a eleição parlamentar iugoslava de 1925 usando pressão política, policial, militar e paramilitar e prendendo seus líderes. Mesmo que o partido tenha alcançado a segunda maior parcela de assentos, o governo manteve sua maioria parlamentar. No entanto, logo após a eleição, houve negociações entre Radić e os enviados do Rei Alexandre. As negociações terminaram com Radić renunciando ao republicanismo e aceitando a monarquia em troca de sua libertação e participação em um governo de coalizão liderado pelo Partido Radical do Povo (NRS). O partido foi renomeado para Partido Camponês Croata (HSS).  Radić mais tarde admitiu que aceitou a monarquia para proteger seu povo. 

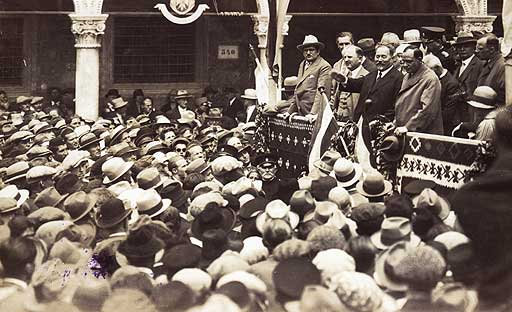
Stjepan Radić na assembleia em Dubrovnik

O HSS teve pouca influência real no governo de coalizão que durou até 1927. Ao mesmo tempo, a participação de Radić na coalizão foi criticada na Croácia e no HSS - embora não o suficiente para ameaçar sua liderança. Uma parte dos membros se dividiu em protesto, formando o Partido Federalista Camponês Croata. O Partido Comunista da Iugoslávia (Komunistička partija Jugoslavije, KPJ) também criticou Radić por sua cooperação com o regime. O KPJ havia adotado recentemente a abordagem federalista para a reforma do país e via o movimento republicano do HRSS como um potencial grupo de recrutamento. O HSS, por outro lado, independentemente da política federalista formal do KPJ, via o KPJ como unitarista e essencialmente um esforço político para promover a agenda sérvia. 
O HSS deixou o governo em janeiro de 1927.  Radić retomou a busca pela resolução da questão croata defendendo a unificação das terras croatas, incluindo a Eslavônia e a Dalmácia, em uma única unidade autônoma e interrompendo a imigração italiana ao abolir o Tratado de Nettuno de 1925.  Em novembro, o HSS formou a Coalizão Camponesa-Democrática com o Partido Democrata Independente (Samostalna demokratska stranka, SDS), o partido mais popular entre os sérvios da Croácia.  As relações tensas entre a oposição e o governo se deterioraram ainda mais até que uma discussão no parlamento se intensificou a ponto de o deputado do NRS, Puniša Račić, atirar em vários membros do parlamento do HSS, matando dois e ferindo três, incluindo Radić, em 20 de junho de 1928. Radić sugeriu que os tiroteios eram resultado de um plano do regime e que o HSS deveria abandonar o pacifismo. Logo depois, Radić morreu dos ferimentos em 8 de agosto. Após os assassinatos, o estado iugoslavo perdeu qualquer legitimidade entre os croatas - que pareciam unidos nas demandas por uma reforma do estado.  O HSS tornou-se assim o único grande partido político entre os croatas.  Vladko Maček foi eleito para substituir Radić quase imediatamente após sua morte. 
| Ano               | Votos populares | % de votos populares | Coalizão | Assentos conquistados | Assentos                                                                        | Governo |
| ----------------- | --------------- | -------------------- | -------- | --------------------- | ------------------------------------------------------------------------------- | ------- |
| Novembro de 1920  | 230,590         | 14.3%                | —        | 50 / 315              | style="background: #ffdddd; text-align: center;" class="table-no2" \|opposition |         |
| Março de 1923     | 473,733         | 21.9%                | —        | 70 / 315              | style="background: #ffdddd; text-align: center;" class="table-no2" \|opposition |         |
| Fevereiro de 1925 | 545,466         | 22.2%                | —        | 67 / 315              | style="background: #bfd; text-align: center;" class="table-yes2" \|government   |         |
| Setembro de 1927  | 367,570         | 15.8%                | —        | 61 / 315              | style="background: #ffdddd; text-align: center;" class="table-no2" \|opposition |         |

### Presidência de Maček

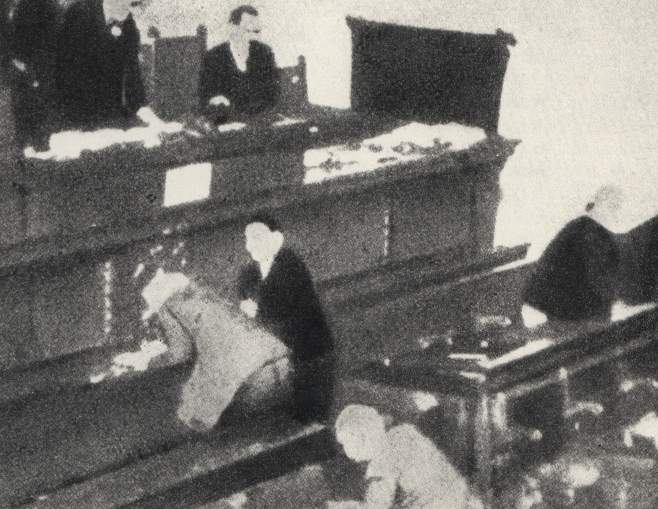
Fotografia dos tiroteios contra representantes do HSS por Puniša Račić

Sob Maček, o HSS continuou a oposição política ao regime. A Oposição Unida (Iugoslávia) [hr] que incluía o HSS, concorreu às eleições parlamentares iugoslavas de 1935 e 1938. Nesta última, a Oposição Unida obteve a maioria dos votos, mas devido à operação da lei eleitoral, recebeu 67 dos 373 assentos no parlamento. 
Inspirado pelo fracasso do governo em garantir o Estado de direito e a ordem pública, o HSS criou a Defesa Camponesa Croata [hr] (HSZ) como uma força paramilitar partidária em 1936. A força foi criada para proteger os croatas contra paramilitares apoiados ou tolerados pelo regime. A força também foi projetada como uma resposta ao desafio Ustaše pelo domínio entre os croatas como uma força capaz de fornecer proteção física após a revolta de Velebit. O objetivo era demonstrar que o HSS não é uma organização pacifista resignada à passividade. Nas cidades, o HSZ operava sob o nome de Defesa Civil Croata. 
Em 1936 e 1937, Maček negociou sem sucesso com o Príncipe Regente Paulo, Primeiro-Ministro Milan Stojadinović, com o objetivo de consolidar as terras croatas dentro da Iugoslávia – com um certo grau de autonomia. Então, após contatar vários governos europeus e não obter seu apoio, ele recorreu ao Ministro das Relações Exteriores italiano, Galeazzo Ciano, em 1938. Por meio de um intermediário, Maček explicou que o HSS queria a Croácia unida como uma unidade federal da Iugoslávia, abrangendo territórios da antiga Croácia-Eslavônia até uma linha entre Ilok e Sremska Mitrovica, e a Dalmácia, sem a Baía de Kotor, com a adição da Bósnia e Herzegovina a oeste dos rios Vrbas e Neretva. Na época, a Itália abrigava e apoiava o grupo nacionalista croata Ustaše, mas Ciano preferiu trabalhar com Maček porque o HSS desfrutava de um apoio muito maior entre os croatas e porque Ciano acreditava que isso desencorajaria os contatos entre o HSS e Alemanha Nazista - negando o acesso alemão ao Mar Adriático. Ciano escreveu de volta a Maček instando-o a exigir mais território e a elaborar suas ideias. 
Em 1939, Stojadinović foi substituído por Dragiša Cvetković e Maček o contatou com o mesmo pedido. Os dois chegaram a um acordo preliminar, mas o príncipe Paulo vetou a ideia, opondo-se à partição da Bósnia e Herzegovina. Maček então escreveu de volta a Ciano explicando que buscava o status de uma unidade federal para a Croácia dentro da Iugoslávia, com relações exteriores, defesa, banco central, monopólios estatais e alfândega conjuntos. Ele modificou as demandas territoriais movendo a linha Vrbas para o rio Bosna. Em troca, o Ministério das Relações Exteriores italiano redigiu um documento oferecendo a Maček um empréstimo para financiar uma revolta que o HSS lançaria e então convidaria a intervenção militar italiana. O plano também previa o estabelecimento de um estado croata sob proteção italiana. Maček escreveu de volta recusando a oferta e dizendo que não era isso que ele pedia e que havia fechado um acordo com o governo de Cvetković nesse meio tempo. 
O Acordo Cvetković-Maček foi concluído em 26 de agosto de 1939, estabelecendo a Banovina autônoma da Croácia. Maček tornou-se vice-primeiro-ministro da Iugoslávia e vários membros da Coalizão Democrática Camponesa foram adicionados ao gabinete. O acordo irritou Ustaše, que lançou uma campanha de propaganda contra Maček e o HSS como traidores dos interesses croatas, enquanto a Itália voltou seu apoio a Ustaše. 
| Ano              | Votos populares | % de votos populares | Coalizão       | Assentos conquistados | Assentos                                                                        | Governo  |
| ---------------- | --------------- | -------------------- | -------------- | --------------------- | ------------------------------------------------------------------------------- | -------- |
| Novembro de 1931 | Banido          | Banido               | —              | 0 / 370               | 61                                                                              | no seats |
| Maio de 1935     | 1,076,345       | 37.4%                | Oposição Unida | 67 / 370              | style="background: #ffdddd; text-align: center;" class="table-no2" \|opposition |          |
| Dezembro de 1938 | 1,364,524       | 44.9%                | Oposição Unida | 67 / 373              | style="background: #bfd; text-align: center;" class="table-yes2" \|government   |          |

### Segunda Guerra Mundial e posteriormente
A sorte do partido declinou vertiginosamente com a eclosão da Segunda Guerra Mundial e a invasão do Eixo em abril de 1941. Alguns membros do partido estavam divididos entre aqueles que simpatizavam com o movimento de independência fascista croata Ustasha e aqueles cujas convicções de esquerda os levaram a se juntar aos Partisans. Mas a vasta maioria dos apoiadores do HSS permaneceu passiva e neutra durante toda a guerra, enquanto os Ustasha, os Partisans comunistas e os Chetniks monarquistas lutavam pelo controle.
Após a vitória comunista, o KPJ estabeleceu um regime de partido único — o HSS, juntamente com outros partidos políticos, foram declarados ilegais. Em 1947, o HSS aderiu à União Internacional dos Camponeses. Maček representou o HSS no exílio até sua morte em 1964. Juraj Krnjević assumiu a liderança até sua morte em 1988, apenas um ano antes do HSS poder retomar seu trabalho na Croácia.

### Partido moderno
Com o advento do sistema multipartidário em 1990, o HSS foi reconstituído por Ivan Zvonimir Čičak e nas eleições de 1990 conquistou vários assentos no Parlamento Croata. Eles permaneceram na oposição até as eleições de 2000, quando receberam três pastas ministeriais como parte de sua participação na coalizão vencedora liderada pelo Partido Social-Democrata da Croácia.
Nas eleições de 2000, o HSS liderou a coalizão de centro ao lado do IDS-HNS-LS e a coalizão conquistou 25 cadeiras no parlamento, sendo 17 para o HSS (16 nacionais e uma minoritária). Após as eleições, o HSS formou uma coalizão com o SDP e teve três ministros no governo (Educação, Agricultura e Empreendedorismo), o vice-presidente do governo e presidente do Parlamento croata, Zlatko Tomčić.
Nas eleições locais de 2001, o HSS obteve seus melhores resultados e venceu 8 dos 21 prefeitos de condado (župan) e muitos municípios e cidades, tornando-se o partido que ficou em segundo lugar em número de autoridades locais eleitas.
Hoje, o HSS se considera um dos partidos políticos de centro da Europa que defendem políticas agrárias e maior intervencionismo econômico por parte do Estado. Em questões sociais, o HSS é majoritariamente conservador, apoiando uma moralidade de base cristã na vida pública. O HSS é membro associado do Partido Popular Europeu (PPE).
Nas eleições de novembro de 2003, o partido conquistou 7,2% dos votos populares e 10 das 151 cadeiras (nove cadeiras nacionais e uma cadeira minoritária).
Antes das eleições parlamentares de 2007, o HSS anunciou uma coalizão com os partidos de oposição Aliança de Primorje-Gorski Kotar e Partido Social Liberal Croata. A coalizão recebeu 6,5% do voto popular e 8 das 153 cadeiras (seis para o próprio HSS). Após as eleições, eles se tornaram parte da coalizão de governo de Ivo Sanader e receberam duas pastas ministeriais (desenvolvimento regional e turismo), vice-presidente do governo e vice-presidente do Parlamento.
Nas eleições parlamentares de 2011, o partido obteve o pior resultado da história, recebendo apenas uma cadeira parlamentar e 3% dos votos populares.
A convenção do partido em 28 de janeiro de 2012 elegeu Branko Hrg como novo presidente.
Em 2014, o Partido Camponês Croata, em coligação com a União Democrática Croata, conquistou um assento no Parlamento Europeu – Marijana Petir. No entanto, em 6 de junho de 2017, Petir foi expulso do Partido Camponês Croata, o que deixou o partido sem assentos no Parlamento Europeu.

## Resultados eleitorais

### Parlamentares
A seguir, um resumo dos resultados do HSS nas eleições parlamentares para o parlamento croata. As colunas "Total de votos" e "Porcentagem" incluem a soma dos votos conquistados pelas coligações pré-eleitorais das quais o HSS fazia parte. Após a introdução do voto preferencial no sistema eleitoral, a coluna "Total de votos" inclui a estatística da soma dos votos atribuídos aos candidatos do HSS nas listas da coligação. A coluna "Total de assentos" inclui a soma dos assentos conquistados pelo HSS em círculos eleitorais, além de representantes de minorias étnicas filiadas ao HSS.
| Eleição | Coalizão            | Votos ganhos         | Porcentagem          | Assentos conquistados | Mudança | Governo |
| Eleição | Coalizão            | (Totais da Coalizão) | (Totais da Coalizão) | (Apenas HSS)          | (Apenas HSS) | Governo |
| ------- | ------------------- | -------------------- | -------------------- | --------------------- | --- | ------- |
| 1992    | Nenhuma             | 111,869              | 4.25                 | 3 / 138               | Novo\|style="background: #ffdddd; text-align: center;" class="table-no2" \|Opposition                           |         |
| 1995    | HNS-IDS–HKDU–SBHS   | 441,390              | 18.26                | 10 / 127              | 7\| style="background: #ffdddd; text-align: center;" class="table-no2" \|Opposition                             |         |
| 2000    | HNS–IDS–LS–ASH      | 432,527              | 14.70                | 17 / 151              | 7\| style="background: #bfd; text-align: center;" class="table-yes2" \|Government                               |         |
| 2003    | Nenhuma             | 177,359              | 7.20                 | 10 / 151              | 7\| style="background: #ffdddd; text-align: center;" class="table-no2" \|Opposition                             |         |
| 2007    | HSLS-PGS            | 161,814              | 6.50                 | 6 / 153               | 4\| style="background: #bfd; text-align: center;" class="table-yes2" \|Government                               |         |
| 2011    | Nenhuma             | 71,450               | 3.00                 | 1 / 151               | 5\| style="background: #ffdddd; text-align: center;" class="table-no2" \|Opposition                             |         |
| 2015    | Coalizão Patriótica | 744,507 (23,423)     | 33.46                | 1 / 151               | 0\| style="background:#FFB;vertical-align:middle;text-align:center; " class="table-partial"\|Government support |         |
| 2016    | Coalizão Popular    | 636,602 (33,514)     | 33.82                | 5 / 151               | 4\| style="background: #ffdddd; text-align: center;" class="table-no2" \|Opposition                             |         |
| 2020    | Coalizão Reiniciar  | 414,615              | 24.87                | 2 / 151               | 3\| style="background: #ffdddd; text-align: center;" class="table-no2" \|Opposition                             |         |
| 2024    | Rios da Justiça     | 538,748              | 25.40                | 1 / 151               | 1\| style="background: #ffdddd; text-align: center;" class="table-no2" \|Opposition                             |         |

### Presidenciais
A seguir está uma lista de candidatos presidenciais que foram apoiados pelo HSS.
| Eleição | Candidato                      | 1° Turno  | 1° Turno   | 2° Turno  | 2° Turno                                                               | Resultado |
| Eleição | Candidato                      | Votos     | %          | Votos     | %                                                                      | Resultado |
| ------- | ------------------------------ | --------- | ---------- | --------- | ---------------------------------------------------------------------- | --------- |
| 2000    | Stjepan Mesić (HNS)            | 1.100.671 | 41.3 (#1)  | 1.433.372 | style="background: #bfd; text-align: center;" class="table-yes2" \|Won |           |
| 2005    | Stjepan Mesić (Ind.)           | 1.089.398 | 48.92 (#1) | 1.454.451 | style="background: #bfd; text-align: center;" class="table-yes2" \|Won |           |
| 2009–10 | Nenhum                         |           |            |           |                                                                        |           |
| 2014–15 | Kolinda Grabar-Kitarović (HDZ) | 665.379   | 37.22 (#2) | 1.114.945 | style="background: #bfd; text-align: center;" class="table-yes2" \|Won |           |
| 2019–20 | Zoran Milanović (SDP)          | 562,783   | 29.55 (#1) | 1,034,170 | style="background: #bfd; text-align: center;" class="table-yes2" \|Won |           |
| 2024–25 | Zoran Milanović (Ind.)         | 797,938   | 49.68 (#1) | 1,122,859 | style="background: #bfd; text-align: center;" class="table-yes2" \|Won |           |

### Parlamento Europeu
| Eleição | Líder            | Coalizão               | Votos    | %          | Assentos | +/–  | Grupo |
| Eleição | Líder            | Coalizão               | Coalizão | Coalizão   | HSS      | HSS  | Grupo |
| ------- | ---------------- | ---------------------- | -------- | ---------- | -------- | ---- | ----- |
| 2013    | Miroslav Rožić   | HSLS                   | 28,646   | 3.86 (#4)  | 0 / 12   | Novo | –     |
| 2014    | Andrej Plenković | HDZ–HSP-AS–BUZ–ZDS–HDS | 381,844  | 41.42 (#1) | 1 / 11   | 1    | EPP   |
| 2019    | Valter Flego     | Coalizão de Amsterdã   | 55,806   | 5.19 (#5)  | 0 / 12   | 1    | –     |
| 2024    | Biljana Borzan   | Rios da Justiça        | 192,859  | 25.62 (#2) | 0 / 12   | 0    | –     |

## Presidentes
- Stjepan Radić (1904–1928)
- Vladko Macek (1928–1964)
- Juraj Krnjević (1964–1988)
- Josip Torbar (1988–1991)
- Drago Stipac (1991–1994)
- Zlatko Tomčić (1994–2005)
- Josip Friščić (2005–2012)
- Branko Hrg (2012–2016)
- Krešo Beljak (2016–2025)